# 傅恒志
傅恒志（1929年8月24日—），河南开封人，中国材料及冶金专家，中国工程院院士，西北工业大学校长（1984-1992年）及哈尔滨工业大学教授。

## 生平[1]
1946年～1947年，就读于焦作工学院。1950年，毕业于西北工学院。1955年，哈尔滨工业大学研究生毕业。1962年，毕业于苏联列宁格勒工学院获副博士学位。
1995年，当选中国工程院院士。1995年，当选为俄罗斯宇航科学院外籍院士。